# دودو (لاعب كرة قدم مواليد 1994)
رافائيل غيماريش دي باولا (بالبرتغالية: Raphael Guimarães de Paula) المعروف بـادودو (مواليد 5 سبتمبر 1994)، هو لاعب كرة قدم يلعب كلاعب وسط لعب سابقاً في نادي خورفكان ونادي عجمان الإماراتيين و نادي كاظمة السعودي.

## وصلات خارجية
- دودو (لاعب كرة قدم مواليد 1994) على موقع قاعدة بيانات كرة القدم.إي يو (الإنجليزية)
- دودو (لاعب كرة قدم مواليد 1994) على موقع Soccerway.com (الإنجليزية)
- دودو (لاعب كرة قدم مواليد 1994) على موقع عالم كرة القدم.نت (الإنجليزية)
- دودو (لاعب كرة قدم مواليد 1994) على موقع AS.com (الإسبانية)